# اليزابيث اشلي
اليزابيث اشلي (بالإنجليزية: Elizabeth Ashley)‏ مواليد 30 أغسطس 1939 في أوكالا، الولايات المتحدة، هي ممثلة أمريكية بدأت مسيرتها الفنية عام 1960.

## وصلات خارجية
- اليزابيث اشلي على موقع IMDb (الإنجليزية)
- اليزابيث اشلي على موقع ألو سيني (الفرنسية)
- اليزابيث اشلي على موقع تيرنر كلاسيك موفيز (الإنجليزية)
- اليزابيث اشلي على موقع أول موفي (الإنجليزية)
- اليزابيث اشلي على موقع قاعدة بيانات برودواي على الإنترنت (الإنجليزية)
- اليزابيث اشلي على موقع قاعدة بيانات برودواي على الإنترنت (الإنجليزية)
- اليزابيث اشلي على موقع قاعدة بيانات الأفلام السويدية (السويدية)
- اليزابيث اشلي على موقع إن إن دي بي (الإنجليزية)
- اليزابيث اشلي على موقع ديسكوغز (الإنجليزية)
- اليزابيث اشلي على موقع قاعدة بيانات الفيلم (الإنجليزية)